# Thomas de Quincey
Thomas de Quincey (Manchester, 15 de agosto de 1785 - Edimburgo, 8 de dezembro de 1859) foi um escritor inglês.
Órfão de pai, Thomas de Quincey atravessou momentos difíceis em sua juventude. Após diversos anos passados em um colégio de Manchester, partiu a pé para Londres a fim de regularizar sua situação. Sozinho e sem dinheiro, conseguiu, contudo, entrar em contato com seus tutores; foi então enviado à Universidade de Oxford, onde brilhou nos estudos.
Atacado por fortes e frequentes nevralgias, procurou aplacar a dor com ópio. Em pouco tempo o vício dominou-o, apesar de se esforçar inutilmente por deixá-lo. Sua luta contra o vício durou de 1804 até 1813, data em que se declarou um "opiômano regular e inveterado". Retornou para Londres quatro anos depois e passou a colaborar em diversas revistas. Os últimos trinta anos de vida passou em Edimburgo.
Thomas de Quincey foi um helenista precoce e erudito. Além de The Confessions of an English Opium-Eater (Confissões de um comedor de ópio [segundo o titulo da versão brasileira]), sua principal obra, de Quincey escreveu diversas obras: pequenos tratados e monografias, estudos e pesquisas sobre filosofia e lendas alemãs, artigos sobre economia, política, história e crítica literária. Também escreveu inúmeros artigos que foram publicados em jornais, como por exemplo: Batem a porta de Macbeth, O assassinato considerado como uma das belas-artes, Recordações dos poetas lakistas ingleses. A título de curiosidade para o público português, deve ser salientado ainda que é atribuída a Quincey a autoria de dois textos anónimos referentes à Guerra Peninsular, nomeadamente The peasant of Portugal, escrito em 1827, e no ano seguinte, The Caçadore. A story of the peninsular war.
Seus escritos, quando da sua morte, somavam uma quinzena de volumes.

## Obras
- Confissões de um opiómano inglês

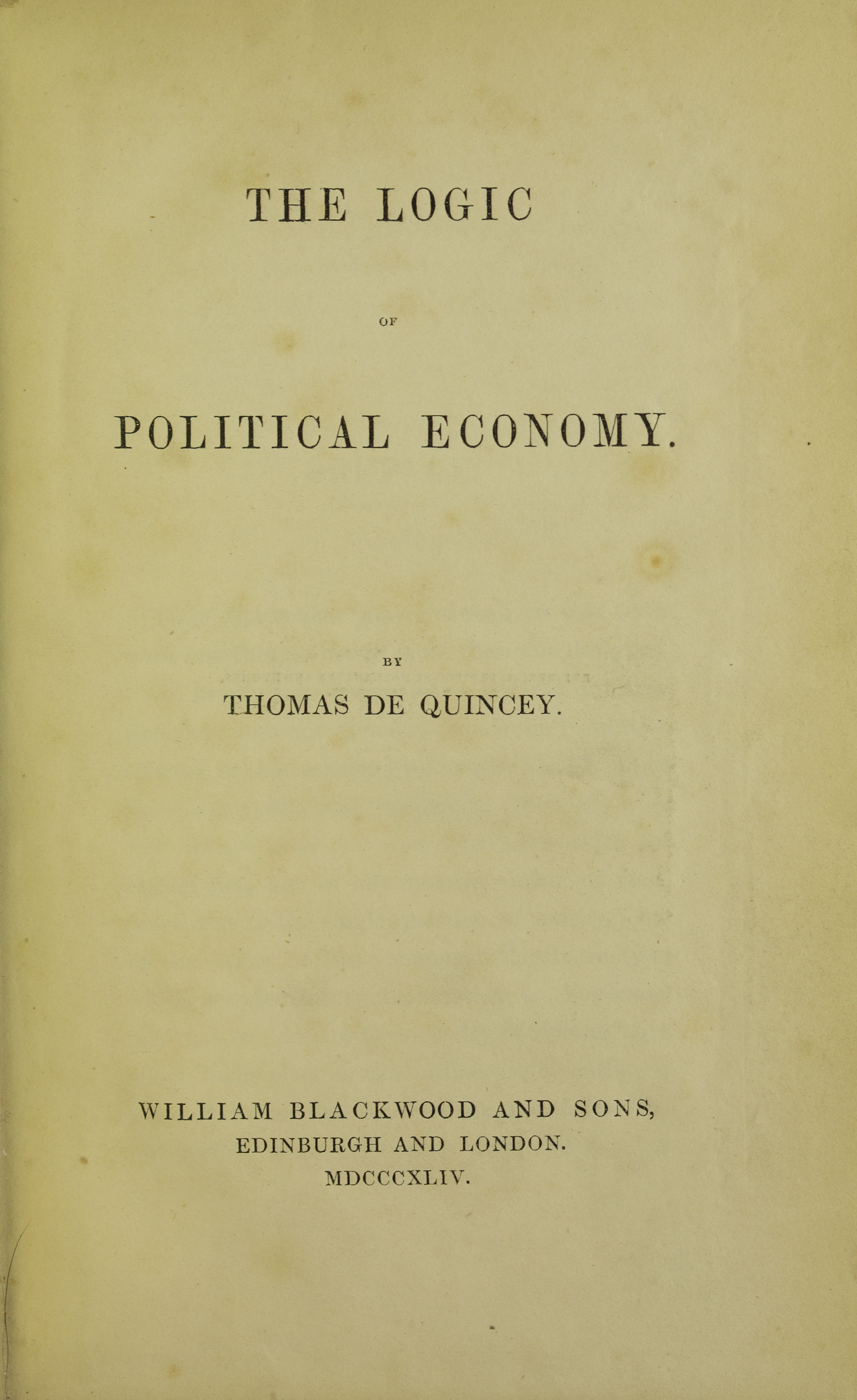
Logic of political economy, 1844

- Do assassínio como uma das belas artes

### Inglês
- De Quincey, Thomas (1844). Logic of political economy (em inglês). Edinburgh and London: Blackwood and Sons. Consultado em 26 de junho de 2015

- De Quincey, Thomas (1862). Autobiographic sketches (em inglês). Edinburgh: Black, Adam ; Black, Charles. Consultado em 26 de junho de 2015

- De Quincey, Thomas (1862). Caesars (em inglês). Edinburgh: Black, Adam ; Black, Charles. Consultado em 26 de junho de 2015

- De Quincey, Thomas (1862). Confessions of an English opium-eater (em inglês). Edinburgh: Black, Adam ; Black, Charles. Consultado em 26 de junho de 2015

- De Quincey, Thomas (1862). Recollections of the lakes and the lake poets (em inglês). Edinburgh: Black, Adam ; Black, Charles. Consultado em 26 de junho de 2015

- De Quincey, Thomas (1863). Biographies of Shakspeare, Pope, Goethe and Schiller (em inglês). Edinburgh: Black, Adam ; Black, Charles. Consultado em 26 de junho de 2015

- De Quincey, Thomas (1863). Dr Samuel Parr (em inglês). Edinburgh: Black, Adam ; Black, Charles. Consultado em 26 de junho de 2015

- De Quincey, Thomas (1863). English mail coach (em inglês). Edinburgh: Black, Adam ; Black, Charles. Consultado em 26 de junho de 2015

- De Quincey, Thomas (1863). Protestantism (em inglês). Edinburgh: Black, Adam ; Black, Charles. Consultado em 26 de junho de 2015

- De Quincey, Thomas (1871). Suspiria de profundis (em inglês). Edinburgh: Black, Adam ; Black, Charles. Consultado em 26 de junho de 2015

- De Quincey, Thomas (1862). Speculations literary and philosophic (em inglês). Edinburgh: Black, Adam ; Black, Charles. Consultado em 26 de junho de 2015

- De Quincey, Thomas (1862). Style and rhetoric (em inglês). Edinburgh: Black, Adam ; Black, Charles. Consultado em 26 de junho de 2015

- De Quincey, Thomas (1863). Coleridge and opium-eating (em inglês). Edinburgh: Black, Adam ; Black, Charles. Consultado em 26 de junho de 2015

- De Quincey, Thomas (1863). Leaders in literature (em inglês). Edinburgh: Black, Adam ; Black, Charles. Consultado em 26 de junho de 2015

- De Quincey, Thomas (1863). Richard Bentley (em inglês). Edinburgh: Black, Adam ; Black, Charles. Consultado em 26 de junho de 2015

- De Quincey, Thomas (1871). Last days of Immanuel Kant (em inglês). Edinburgh: Black, Adam ; Black, Charles. Consultado em 26 de junho de 2015